# 哈拉尔·哈根
哈拉尔·哈根（挪威語：Harald Hagen，1902年3月15日—1972年5月24日），挪威男子帆船运动员。他曾代表挪威参加1924年夏季奥林匹克运动会帆船比赛，获得一枚金牌。他于1972年在奥斯陆去世。